# البحوث السريرية للقاح كوفيد-19
البحث السريري للقاح كوفيد-19 هو عبارة عن بحث السريري على لقاحات كوفيد-19، بما في ذلك فعاليتها وتأثيرها وسلامتها. هناك 22 لقاحًا مصرحًا باستخدامها من قبل الحكومات الوطنية، مع الموافقة على ستة لقاحات للطوارئ أو للاستخدام الكامل من قبل هيئة تنظيمية صارمة واحدة على الأقل معترف بها من قبل منظمة الصحة العالمية؛ وخمسة منها في المرحلة الرابعة. 204 لقاح تحت التجارب السريرية التي لم يصرح بها بعد. هناك أيضًا تسع تجارب سريرية على دورات التطعيم غير المتجانسة.
في تجارب المرحلة الثالثة، أظهر العديد من لقاحات كوفيد-19 فعالية تصل إلى 95% في الوقاية من عدوى كوفيد-19 المصحوبة بأعراض. رخص عشرون لقاحًا من قبل هيئة تنظيمية وطنية واحدة على الأقل للاستخدام العام: لقاح DNA واحد (ZyCoV-D)، لقاحان من RNA (Pfizer-BioNTech فايزر بيونتيك وموديرنا Moderna)، وعشرة لقاحات تقليدية معطلة (BBIBP-CorV، الأكاديمية الصينية للعلوم الطبية، CoronaVac،Covaxin،CoviVac،COVIran Barekat،FAKHRAVAC،Minhai-Kangtai،QazVac وWIBP-CorV)، وخمسة لقاحات فيروسية (سبوتنيك لايت، سبوتنيك الخامس، أكسفورد أسترازينيكا، كونفيديسيا، وجانسن)، وستة لقاحات فرعية (Abdala, COVAX-19, EpiVacCorona, MVC-COV1901, Soberana 02, and ZF2001). في المجموع، هناك 330 لقاحًا مرشحًا في مراحل مختلفة من التطوير حتى يوليو 2021، مع 102 في البحث السريري، بما في ذلك 30 في تجارب المرحلة الأولى، و30 في تجارب المرحلة الأولى والثانية، و25 في تجارب المرحلة الثالثة و8 في تطوير المرحلة الرابعة.

## التحضير
اعتبارًا من سبتمبر 2020، يستخدم أحد عشر مرشحًا للقاح في التطوير السريري مواد مساعدة لتعزيز المناعة. المواد المساعدة هي مواد ترفع الاستجابة المناعية للقاح. على وجه التحديد، يمكن استخدام مادة مساعدة لزيادة فعالية اللقاح. قد تكون الصيغة المساعدة للقاح COVID-19 فعالة بشكل خاص للتقنيات التي تستخدم فيروس COVID-19 المعطل واللقاحات المؤتلفة القائمة على البروتين أو القائمة على النواقل. أملاح الألمنيوم، المعروفة باسم «الشب»، كانت أول مادة مساعدة تضاف إلى اللقاحات المرخصة، وهي المادة المساعدة المختارة في حوالي 80٪ من اللقاحات المساعدة. تبدأ مادة الشب المساعدة آليات جزيئية وخلوية متنوعة لتعزيز المناعة، بما في ذلك إطلاق السيتوكينات المنشطة للالتهابات.

## الحالة
تتكون عملية التجارب السريرية عادةً من ثلاث مراحل، يتبع كل منها نجاح المرحلة السابقة.
- تختبر تجارب المرحلة الأولى في المقام الأول للسلامة والجرعات الأولية لدى الأشخاص الأصحاء.
- تقيم تجارب المرحلة الثانية الاستمناع، ومستويات الجرعة (الفعالية على أساس المؤشرات الحيوية) والآثار الضارة ومئات الموضوعات.[6][7] في بعض الأحيان يجري الجمع بين تجارب المرحلتين الأولى والثانية.[6]
- تتضمن تجارب المرحلة الثالثة عادةً عددًا أكبر من المشاركين في مواقع متعددة، وتشمل مجموعة مراقبة، وفعالية اختبار اللقاح للوقاية من المرض (تجربة «تدخلية» أو «محورية»)، مع مراقبة الآثار الضارة عند الجرعة المحددة.[6][7] قد تختلف السلامة والفعالية والنقاط النهائية السريرية، بما في ذلك تعريف الآثار الجانبية أو العدوى أو مقدار الانتقال، وما إذا كان اللقاح يمنع العدوى المتوسطة أو الشديدة.[8][9][10]

قد يتبنى تصميم تجربة سريرية قيد التنفيذ «تصميمًا متكيفًا». إذا كانت البيانات المتراكمة توفر رؤى حول العلاج، فيمكن تعديل نقاط النهاية أو الجوانب الأخرى أو التجربة.
قائمة التطعيمات المصرح بها والمعتمدة
منحت السلطات التنظيمية الوطنية تصريحات استخدام لاثنين وعشرين لقاحًا للطوارئ. وقد تمت الموافقة على سبعة منها للاستخدام الطارئ أو الاستخدام الكامل من قبل هيئة تنظيمية معترف بها من قبل منظمة الصحة العالمية. قُدّمت طلبات الترخيص البيولوجي إلى إدارة الغذاء والدواء الأمريكية Pfizer) – BioNTech و Moderna COVID ‑ 19).

## الفعالية
فعالية اللقاح هي الحد من مخاطر الإصابة بالمرض من قبل المشاركين الذين جرى تطعيمهم في تجربة مضبوطة مقارنة بخطر الإصابة بالمرض من قبل المشاركين غير الملقحين. تعني الفعالية بنسبة 0٪ أن اللقاح لا يعمل (مطابق للعلاج الوهمي). تعني الفعالية بنسبة 50٪ أن هناك نصف عدد حالات الإصابة لدى الأفراد غير الملقحين. قد تتأثر فعالية لقاح COVID-19 سلبًا إذا جرى إمساك الذراع بشكل غير صحيح أو الضغط عليه، لذلك يتم حقن اللقاح تحت الجلد بدلاً من العضلة. إرشادات مركز السيطرة على الأمراض (CDC)هي عدم تكرار الجرعات التي يتم تناولها تحت الجلد.
ليس من السهل مقارنة فعالية اللقاحات المختلفة لأن التجارب أجريت مع مجموعات سكانية ومناطق جغرافية ومتغيرات مختلفة للفيروس. في حالة COVID-19 قبل ظهور متغير دلتا، كان يُعتقد أن فعالية اللقاح بنسبة 67٪ قد تكون كافية لإبطاء الوباء، لكن اللقاحات الحالية لا تمنح مناعة تعقيم، وهو أمر ضروري لمنع انتقال العدوى. تعكس فعالية اللقاح الوقاية من الأمراض، وهو مؤشر ضعيف على قابلية انتقال سارس-كوف-2 لأن الأشخاص الذين لا تظهر عليهم أعراض يمكن أن يكونوا معديين للغاية. حددت إدارة الغذاء والدواء الأمريكية (FDA)  ووكالة الأدوية الأوروبية (EMA) حدًا قدره 50٪ كفعالية مطلوبة للموافقة على لقاح COVID-19، مع الحد الأدنى لفاصل الثقة 95٪ الذي يزيد عن 30٪. بهدف تحقيق معدل تغطية واقعية لتطعيم السكان بنسبة 75٪، واعتمادًا على رقم التكاثر الأساسي الفعلي، من المتوقع أن تكون الفعالية الضرورية للقاح COVID-19 بحاجة إلى 70٪ على الأقل للوقاية من الوباء و 80٪ على الأقل إخماده دون اتخاذ مزيد من التدابير، مثل التباعد الاجتماعي.

## الصياغة
اعتبارًا من سبتمبر 2020، يستخدم 11 من المرشحين للقاح في التطوير السريري مواد مساعدة لتعزيز المناعة. إن المادة المساعدة المناعية هي مادة تمت صياغتها بلقاح لرفع الاستجابة المناعية لمستضد، مثل فيروس كوفيد-19 أو فيروس الأنفلونزا. على وجه التحديد، يمكن استخدام مادة مساعدة في صياغة لقاح مرشح كوفيد-19 لتعزيز المناعة والفعالية لتقليل أو منع عدوى كوفيد-19 في الأفراد الملقحين. قد تكون المواد المساعدة المستخدمة في صياغة لقاح كوفيد-19 فعالة بشكل خاص للتقنيات التي تستخدم فيروس كوفيد-19 المعطل واللقاحات المؤتلفة القائمة على البروتين أو القائمة على النواقل. أملاح الألومنيوم، المعروفة باسم الشبة، كانت أول مادة مساعدة تستخدم للقاحات المرخصة، وهي المادة المساعدة المختارة في حوالي 80% من اللقاحات المساعدة. تعمل المادة المساعدة للشبة على بدء آليات جزيئية وخلوية متنوعة لتعزيز المناعة، بما في ذلك إطلاق السيتوكينات المسببة للالتهابات.

## التجارب السريرية
تتكون عملية التجربة السريرية عادةً من ثلاث مراحل، يتبع كل منها نجاح المرحلة السابقة. التجارب عمياء بشكل مضاعف حيث لا يعرف الباحث ولا العناصر ما إذا كانوا يتلقون اللقاح أو الدواء الوهمي (البلاسيبو). تتضمن كل مرحلة عناصر مختارة ومعينة عشوائيًا للعمل كمتلقين لهم ضوابط معينة:
• تختبر تجارب المرحلة الأولى في المقام الأول للسلامة والجرعات الأولية في الأشخاص الأصحاء. العشرات من العناصر.
• تقيم تجارب المرحلة الثانية الاستمناع، ومستويات الجرعة (الفعالية على أساس المؤشرات الحيوية) والآثار الجانبية الضارة. مئات العناصر. يجمع في بعض الأحيان بين تجارب المرحلتين الأولى والثانية.
• تتضمن تجارب المرحلة الثالثة عادةً عددًا أكبر من المشاركين في مواقع متعددة، وتشمل مجموعات التجارب المقارنة، وفعالية اختبار اللقاح للوقاية من المرض (تجربة تدخلية أو محورية)، مع مراقبة الآثار الضارة عند الجرعة المحددة. قد تتباين السلامة والفعالية والنقاط النهائية السريرية بما في ذلك تعريف الآثار الجانبية أو العدوى أو مقدار الانتقال، وما إذا كان اللقاح يمنع العدوى المتوسطة أو الشديدة.
قد يتبنى تصميم تجربة سريرية قيد التنفيذ (تصميمًا متكيفًا). إذا وفرت البيانات المتراكمة رؤى حول العلاج، فيمكن تعديل نقاط النهاية أو الجوانب الأخرى أو التجربة كلها. قد تقصر التصميمات التكيفية من فترات التجربة وتستخدم عددًا أقل من العناصر، وربما تسرع القرارات، وتجنب تكرار جهود البحث، وتعزز تنسيق تغييرات التصميم.

### قائمة التطعيمات المصرح بها والمعتمدة
منحت السلطات التنظيمية الوطنية تصاريح استخدام الطوارئ لاثنين وعشرين لقاحًا. تمت الموافقة على ستة منها للاستخدام الطارئ أو الاستخدام الكامل من قبل هيئة تنظيمية صارمة واحدة على الأقل معترف بها من قبل منظمة الصحة العالمية. تم تقديم طلبات الترخيص البيولوجي لقاحات Pfizer – BioNTech وModerna COVID ‑ 19 إلى إدارة الغذاء والدواء الأمريكية (FDA).